# XII Festival Mundial de la Juventud y los Estudiantes
El XII Festival Mundial de la Juventud y los Estudiantes se celebró del 27 de julio al 3 de agosto de 1985 en Moscú, capital de la Unión de Repúblicas Socialistas Soviéticas. Al festival asistieron 26.000 personas de 157 países. El lema del festival fue: "Por la solidaridad antiimperialista, la paz y la amistad".

## Objetivo

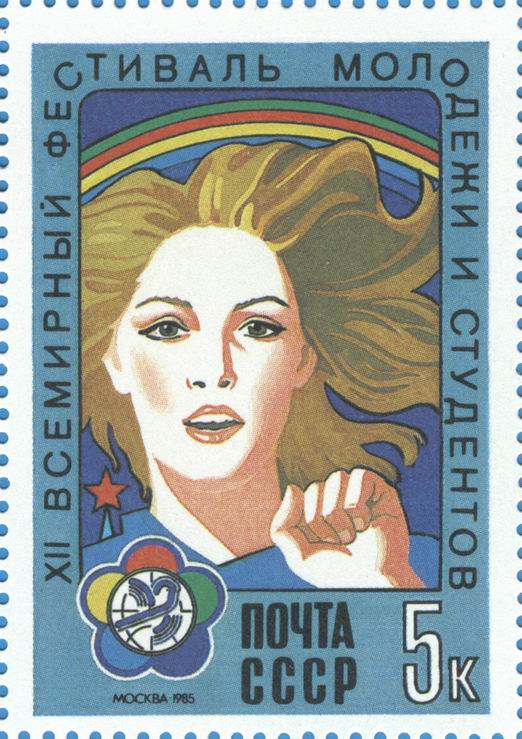
Sello postal soviético de 5 kopeks, 1985.

El objetivo político del festival era mostrar los aspectos positivos de la vida en la sociedad soviética. El programa político del festival incluyó el establecimiento de un nuevo orden económico internacional, la discusión de los problemas de la asistencia económica a los países subdesarrollados, el desarrollo económico, la lucha contra la pobreza y el desempleo, y el debate sobre el medio ambiente natural. Los elementos antisoviéticos, al igual que antes de los Juegos Olímpicos de Verano de 1980, fueron expulsados de Moscú antes de la inauguración del festival.

## Eventos
El principal organizador de los eventos del festival fue el Comité Preparatorio Soviético, presidido por Vladimir Fedosov, secretario del Comité Central del Komsomol. 
El Komsomol se basó en gran medida en la infraestructura de los Juegos Olímpicos de Verano de Moscú de 1980 para las sedes del festival, incluido el Estadio Olímpico Luzhniki y el Hotel Cosmos, que acogió a 3.000 participantes extranjeros.  
La apertura del festival tuvo lugar con un desfile y una ceremonia de cuatro horas en el estadio Luzhniki y fue retransmitido en directo por la televisión soviética. 
El festival se inauguró con un discurso de bienvenida del recién elegido secretario general del Comité Central del PCUS, Mijaíl Gorbachov: 

"Aquí, en la patria del gran Lenin, puedes sentir directamente cuán profundamente nuestros jóvenes están dedicados a los nobles ideales de humanidad, paz y socialismo. Creo que todos coincidimos en que no hay tarea más importante y urgente para la humanidad hoy que salvar y fortalecer la paz. A esto nos une la preocupación por el futuro y la memoria del pasado. Su foro tiene lugar en el año del 40 aniversario de la derrota del fascismo de Hitler y el militarismo japonés, el final de la Segunda Guerra Mundial, la guerra más sangrienta y brutal. Después hubo tanto sufrimiento y dolor, que afectó la vida de varias generaciones: exige con urgencia que impidamos que se repita tal desastre."

## Artistas
El festival incluyó una exposición de artistas jóvenes, una exposición de fotografías y conciertos de aficionados y grupos étnicos, así como artistas profesionales de los estados socialistas como Zemlyane, Mashina Vremeni, Tsvety, Integral, Dean Reed, Bajaga i Instruktori, Bijelo Dugme  y los músicos occidentales Bob Dylan y Everything but the Girl. "Waltz of Silence", una canción de Yuri Livshits, fue la melodía final del festival.

## Medallas y monedas conmemorativas

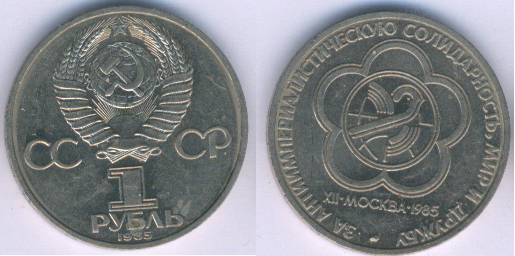
Moneda conmemorativa soviética del Festival Mundial de la Juventud y los Estudiantes de 1985.

Se acuñó una moneda conmemorativa de la URSS para el Festival Mundial de 1985, y se creó una medalla por participación activa en la preparación y realización del XII Festival Mundial de la Juventud y los Estudiantes.

## Carteles, sellos postales y símbolos
Antes del festival, se emitieron carteles, sellos postales con los símbolos del festival, una moneda conmemorativa y la lotería estatal soviética realizó una campaña promocional especial. El cartel y los símbolos del festival fueron aprobados por el Comité Central del PCUS. 

## Emblema
El emblema del festival fue elegido como resultado de un concurso en 1984 en el que participaron más de 200 artistas profesionales de diferentes países. El diseñador ganador del emblema del festival fue Artista del Pueblo de Ucrania Rafael Zeynurovich Masautov.  El emblema se utilizó en más de 80 países. En la URSS el emblema del festival, por orden del Consejo de Ministros de la URSS, se utilizó para producir más de 7.000 artículos de recuerdo. El emblema trajo a la URSS una ganancia neta de 450 millones de rublos soviéticos (a través de recargos por productos con símbolos festivos).

## Mascota
"Katyusha", la mascota del festival, fue concebida por el artista soviético Vyacheslav Yermakov, el fotógrafo Yuri Alekseevich Zharov y la artista Ekaterina Afanasyevna Dunaeva, quien también apareció en el cartel oficial del festival para la publicación juvenil del Comité Central del PCUS "Plakat". "Katyusha" fue esbozada por Mijaíl Veremenko, un artista de Moscú.

## Logotipo
En la primera reunión del Comité Preparatorio Internacional del XIX Festival Mundial de la Juventud y los Estudiantes de 2017, que se realizó en Sochi, Rusia, se eligió el logo del evento por ser una versión actualizada de los logos de los dos anteriores festivales mundiales de la juventud y los estudiantes celebrados en Moscú, en 1957 y 1985.

## Documental
El documental soviético "Hola" sobre la ceremonia de apertura del XII Festival Mundial de la Juventud y los Estudiantes celebrado en Moscú en 1985, muestra a los participantes desfilando por las calles de Moscú, la ceremonia de apertura en el Estadio Vladimir Ilich Lenin y el discurso de apertura de Mijaíl Gorbachov.